# Dekanat Opole Lubelskie
Dekanat Opole Lubelskie – jeden z 28 dekanatów w rzymskokatolickiej archidiecezji lubelskiej.

## Parafie
W skład dekanatu wchodzi 10 parafii:
- parafia Bożego Ciała – Józefów nad Wisłą
- parafia Świętej Trójcy – Kluczkowice
- parafia Najświętszego Serca Pana Jezusa – Kraczewice
- parafia Wniebowzięcia NMP – Opole Lubelskie
- parafia św. Tomasza Apostoła i św. Stanisława – Piotrawin
- parafia Ducha Świętego – Poniatowa
- parafia św. Anny – Prawno
- parafia św. Maksymiliana Kolbego – Puszno Skokowskie
- parafia Wszystkich Świętych – Rybitwy
- parafia św. Stanisława Kostki – Wolica
- parafia NMP Królowej Polski – Zagłoba

## Sąsiednie dekanaty
Bełżyce, Kazimierz Dolny, Lipsko (diec. radomska), Ożarów (diec. sandomierska), Urzędów, Zwoleń (diec. radomska)